# Micropholis caudata
Micropholis caudata är en tvåhjärtbladig växtart som beskrevs av Terence Dale Pennington. Micropholis caudata ingår i släktet Micropholis och familjen Sapotaceae. IUCN kategoriserar arten globalt som akut hotad. Inga underarter finns listade i Catalogue of Life.